# Hanyang (Wuhan)
Hanyang (chinesisch 漢陽區 / 汉阳区, Pinyin Hànyáng Qū) ist ein chinesischer Stadtbezirk der Unterprovinzstadt Wuhan, der Hauptstadt der Provinz Hubei in der Volksrepublik China. Er hat eine Fläche von 108 km² und zählt 670.000 Einwohner (Stand: Ende 2019). Hanyang wurde im 20. Jahrhundert zur Industriestadt und ist die kleinste der drei Städte, aus denen Wuhan gebildet wurde.